# Válás (televíziós sorozat)
A Válás (eredeti címe:  Divorce) egy amerikai vígjáték-dráma televíziós sorozat, melyet Sharon Horgan készített. A sorozat egy középkorú, válófélben lévő párról szól, akiket Sarah Jessica Parker és Thomas Haden Church személyesített meg. A New York melletti Hastings-on-Hudson-ban forgatták. A pilot epizódot Horgan írta és Jesse Peretz rendezte. A sorozat 3 évadból és 24 epizódból áll. A harmadik évad bemutatóján bejelentették, hogy az lesz az utolsó évada a sorozatnak.  

## Szereplők

### Főszereplők
| Szereplő           | Színész              | Magyar hang         | Leírás                                                   |
| ------------------ | -------------------- | ------------------- | -------------------------------------------------------- |
| Frances Dufresne   | Sarah Jessica Parker | Spilák Klára        | Egy házas nő, akinek viszonya kiváltja a válást.         |
| Robert Dufresne    | Thomas Haden Church  | Schneider Zoltán    | Frances férje, aki észreveszi az ügyet, és elválik tőle. |
| Diane              | Molly Shannon        | Hegyi Barbara       | Frances legjobb barátnője.                               |
| Dallas Holt        | Talia Balsam         | Pápai Erika         | Frances közeli barátnője.                                |
| Nick               | Tracy Letts          | Hirtling István     | Diane férje.                                             |
| Lila Dufresne      | Sterling Jerins      | Károlyi Lili        | Frances és Robert lánya.                                 |
| Tom Dufresne       | Charlie Kilgore      | Gacsal Ádám         | Frances és Robert fia.                                   |
| Jackie Giannopolis | Becki Newton         | Ligeti Kovács Judit | Robert új barátnője, és későbbi felesége.                |

### További szereplők
- Jemaine Clement mint Julian Renaut.
- Alex Wolff mint Cole Holt
- Dean Winters mint Tony Silvercreek
- Jeffrey DeMunn mint Max Brodkin
- Roslyn Ruff mint Sylvia
- Yul Vazquez mint Craig Anders
- Keisha Zollar mint Grace
- Jorge Chapa mint Sebastian
- Danny Garcia mint Gabriel
- James Lesure mint Henry

## Gyártás
2014 decemberében bejelentették, hogy Sarah Jessica Parker bekerült a próbaepizódba, és főproducerként is közreműködött. 2015 februárjában Molly Shannon, Thomas Haden Church és Jemaine Clement is csatlakoztak a sorozathoz. 2015 novemberében Alex Wolff is csatlakozott a szereplőgárdához. Majd ez év decemberében Sterling Jerinst is beválogatták.

## Epizódok

### Évadáttekintés
| Évad | Évad | Részek száma | Részek száma | Eredeti sugárzás | Eredeti sugárzás   | Eredeti adó      | Magyar sugárzás    | Magyar sugárzás    | Magyar adó |
| Évad | Évad | Részek száma | Részek száma | Évadbemutató     | Évadzáró           | Eredeti adó      | Évadbemutató       | Évadzáró           | Magyar adó |
| ---- | ---- | ------------ | ------------ | ---------------- | ------------------ | ---------------- | ------------------ | ------------------ | ---------- |
|      | 1.   | 10           | 10           | 2016. október 9. | 2016. december 11. |                  | 2016. október 10.  | 2016. december 12. |            |
|      | 2.   | 8            | 8            | 2018. január 14. | 2018. március 4.   | 2018. január 15. | 2018. március 5.   |                    |            |
|      | 3.   | 6            | 6            | 2019. július 1.  | 2019. augusztus 5. | 2019. július 2.  | 2019. augusztus 6. |                    |            |

### Első évad (2016)
| Sor. | Év. | Cím                       | Rendező              | Író                                                                       | Premier                               | Nézettség    |
| ---- | --- | ------------------------- | -------------------- | ------------------------------------------------------------------------- | ------------------------------------- | ------------ |
| 1.   | 1.  | I. Rész (Pilot)           | Jesse Peretz         | Sharon Horgan                                                             | 2016. október 9. 2016. október 10.    | 0,570 millió |
| 2.   | 2.  | Másnap (Next Day)         | Jesse Peretz         | Sharon Horgan & Paul Simms                                                | 2016. október 16. 2016. október 17.   | 0,849 millió |
| 3.   | 3.  | III. Rész (Counseling)    | Jesse Peretz         | Sharon Horgan & Paul Simms                                                | 2016. október 23. 2016. október 24.   | 0,637 millió |
| 4.   | 4.  | IV. Rész (Mediation)      | Ben Taylor           | Patricia Breen                                                            | 2016. október 30. 2016. október 31.   | 0,518 millió |
| 5.   | 5.  | V. Rész (Gustav)          | Adam Bernstein       | Cindy Chupack                                                             | 2016. november 6. 2016. november 7.   | 0,530 millió |
| 6.   | 6.  | VI.Rész (Christmas)       | Jamie Babbit         | Tom Scharpling                                                            | 2016. november 13. 2016. november 14. | 0,512 millió |
| 7.   | 7.  | VII. Rész (Weekend Plans) | Adam Bernstein       | Adam Resnick                                                              | 2016. november 20. 2016. november 21. | 0,622 millió |
| 8.   | 8.  | VIII. Rész (Church)       | Beth McCarthy-Miller | Hayes Davenport                                                           | 2016. november 27. 2016. november 28. | 0,631 millió |
| 9.   | 9.  | IX. Rész (Another Party)  | Jesse Peretz         | Gabrielle Allan és Jennifer Crittenden                                    | 2016. december 4. 2016. december 5.   | 0,638 millió |
| 10.  | 10. | X. Rész (Detente)         | Jesse Peretz         | Hayes Davenport, Sharon Horgan, Adam Resnick, Tom Scharpling & Paul Simms | 2016. december 11. 2016. december 12. | 0,497 millió |

### Második évad (2018)
| Sor. | Év. | Cím                                                    | Rendező              | Író                               | Premier                                                         | Nézettség    |
| ---- | --- | ------------------------------------------------------ | -------------------- | --------------------------------- | --------------------------------------------------------------- | ------------ |
| 11.  | 1.  | Álmatlan éjszakák (Night Moves)                        | Adam Bernstein       | Jenny Bicks                       | 2018. január 14. 2018. január 15.                               | 0,647 millió |
| 12.  | 2.  | Most Boldog Vagy? (Happy Now?)                         | Adam Bernstein       | Julie Rottenberg & Elisa Zuritsky | 2018. január 21. 2018. január 22.                               | 0,565 millió |
| 13.  | 3.  | Megéri Az Árát (Worth It)                              | Wendey Stanzler      | Liz Tuccillo                      | 2018. január 28. 2018. január 29.                               | 0,431 millió |
| 14.  | 4.  | Ohio (Ohio)                                            | Janicza Bravo        | Adam Resnick                      | 2018. február 2.(online) 2018. február 4.(HBO) 2018. február 5. | 0,229 millió |
| 15.  | 5.  | Olvad A Jég (Breaking the Ice)                         | Beth McCarthy-Miller | Stuart Zicherman                  | 2018. február 11. 2018. február 12.                             | 0,572 millió |
| 16.  | 6.  | Beindulva (Losing It)                                  | Scott Ellis          | Kristen Lange                     | 2018. február 18. 2018. február 19.                             | 0,528 millió |
| 17.  | 7.  | Másodszor, Harmadszor Elkelt (Going, Going... Gone)    | Adam Bernstein       | Julie Rottenberg & Elisa Zuritsky | 2018. február 25. 2018. február 26.                             | 0,537 millió |
| 18.  | 8.  | Egyedül, Ismét, Természetesen (Alone Again, Naturally) | Adam Bernstein       | Jenny Bicks                       | 2018. március 4. 2018. március 5.                               | 0,452 millió |

### Harmadik évad (2019)
| Sor. | Év. | Cím                                   | Rendező               | Író                         | Premier                               | Nézettség    |
| ---- | --- | ------------------------------------- | --------------------- | --------------------------- | ------------------------------------- | ------------ |
| 19.  | 1.  | Kiégett Álmok (Charred)               | Ryan Case             | Liz Tuccillo                | 2019. július 1. 2019. július 2.       | 0,369 millió |
| 20.  | 2.  | Miami (Miami)                         | Shira Piven           | Mark Steilen                | 2019. július 8. 2019. július 9.       | 0,328 millió |
| 21.  | 3.  | Hézagok & Torlódások (Gaps & Bunches) | Ryan Case             | Adam Resnick                | 2019. július 15. 2019. július 16.     | 0,281 millió |
| 22.  | 4.  | Modortalanság (Bad Manners)           | So Yong Kim           | Lisa Albert & Liz Tuccillo  | 2019. július 22. 2019. július 23.     | 0,330 millió |
| 23.  | 5.  | Vendégjáték (Away Games)              | Rachel Lee Goldenberg | Adam Resnick                | 2019. július 29. 2019. július 30.     | 0,311 millió |
| 24.  | 6.  | Kop-Kop (Knock Knock)                 | Ryan Case             | Liz Tuccillo & Mark Steilen | 2019. augusztus 5. 2019. augusztus 6. | 0,251 millió |